# Georg Heinsius von Mayenburg

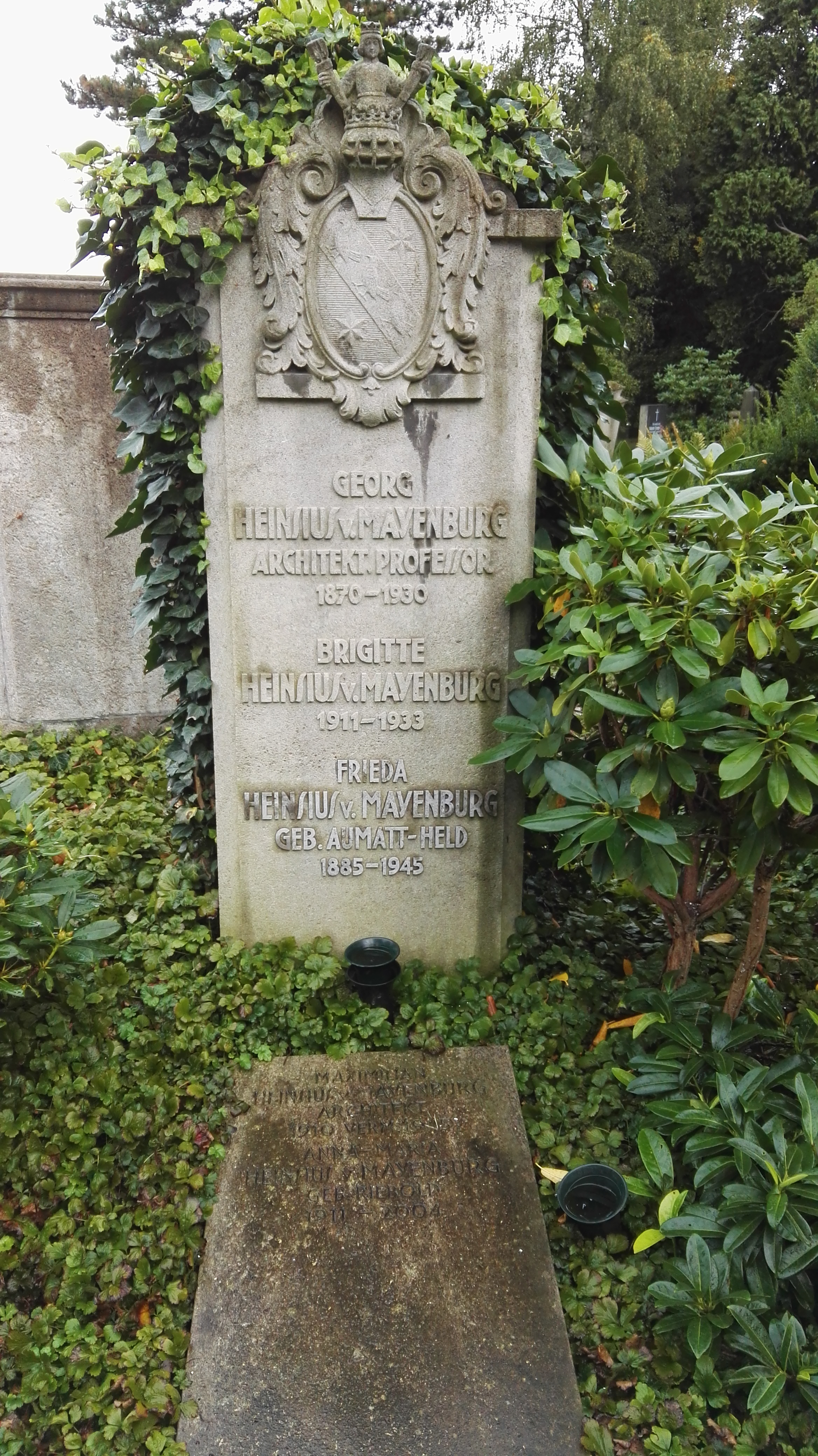
Grabmal

Rudolf Georg Guido Heinsius von Mayenburg (* 27. November 1870 in Colditz; † 17. April 1930 in Dresden) war ein deutscher Architekt.

## Leben
Seine bürgerlichen Vorfahren stammen aus Brandenburg, aus den Regionen Mittelmark und Lebuser Land, aus der Stadt Seelow. Er war das siebente und jüngste Kind des Max Heinsius von Mayenburg (* 1818; † 1903) und dessen zweiter Ehefrau Ida Schneider (* 1830; † 1910) aus Lengenfeld. Der Vater erhielt 1889 in Sachsen die Genehmigung des von seinen Vorfahren geführten Adels, er selbst erhielt dies wiederum 1911. Max studierte bei Ernst Giese an der Technischen Hochschule Dresden. Ab 1898 ist er als Architekt in Dresden nachweisbar. 1907 heiratete er in Dresden Frieda Aumatt-Held. Sie hatten zwei Kinder, Maximilian und Brigitte, beide in Dresden geboren.
Er erkrankte 1918 an „Kopfgrippe“ (einer Form der Enzephalitis), die ihm das Arbeiten schwer bis unmöglich machte. Diese Erkrankung trat als Encephalitis lethargica gehäuft in der Folge der Spanischen Grippe auf. Zeitpunkt und Symptome sprechen für diese Erkrankung. Nach mündlicher Überlieferung wurde er auf eigenes Verlangen von seinem Hausarzt getötet. Seine Asche wurde auf dem Urnenhain Tolkewitz bestattet.
In Dresden war er mehrere Jahre Mitglied des städtischen Kunstausschusses. Er war (Stand 1914) Hauptmann der Reserve der sächsischen Armee. Die Autorin Ruth von Mayenburg ist seine Nichte.

## Werk

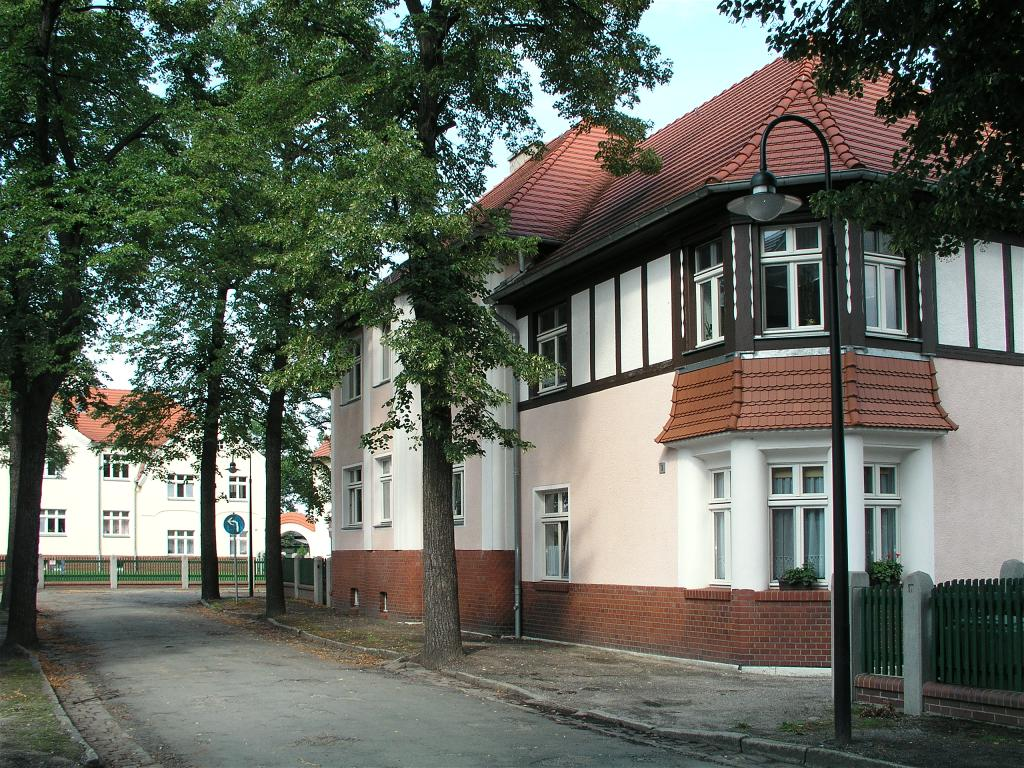
Gartenstadt Marga (1907–1915)

Erste, vornehmlich dekorative Arbeiten veröffentlichte er in der Zeitschrift Deutsche Kunst und Dekoration. Er war beteiligt an der Weltausstellung 1904 in St. Louis (Louisiana Purchase Exposition). Für die Internationale Hygiene-Ausstellung Dresden 1911 entwarf er die Gesamtkomposition der Vergnügungsbauten. Neben diesen „leichten“ Bauten sind aus der schöpferischen Zeit von Mayenburgs Villen in Dresden und Riesa sowie eine Schule in Pulsnitz und zwei Wohn- und Geschäftshäuser in Finsterwalde überliefert.
Weitaus bekannter ist allerdings die Gartenstadt Marga, die durch die Wohlfahrtsgesellschaft der Ilse Bergbau AG in Auftrag gegeben wurde. Erste Wohnbauten wurden dort ab 1907 errichtet. Neben der Kolonie Marga baute von Mayenburg auch für die F. C. Th. Heye Braunkohlenwerke eine Werkskolonie auf Grube Heye III (heute: Heide-Siedlung) bei Wiednitz. 1914 beauftragte die AEG das Berliner Architekturbüro von Walter Klingenberg und Werner Issel mit der Gesamtplanung für den Kraftwerksstandort Zschornewitz, sie vergaben einen Teil der Planung an Heinsius von Mayenburg.
Georg Heinsius von Mayenburg war der Bruder von Ottomar Heinsius von Mayenburg, dem Inhaber der Leo-Werke und Erfinder der Chlorodont-Zahncreme. Zusammen mit seinem Sohn Maximilian Heinsius von Mayenburg (1910–1945) plante er für seinen Bruder die Umgestaltung von dessen Wohnsitz Schloss Eckberg in Dresden.

### Bauten

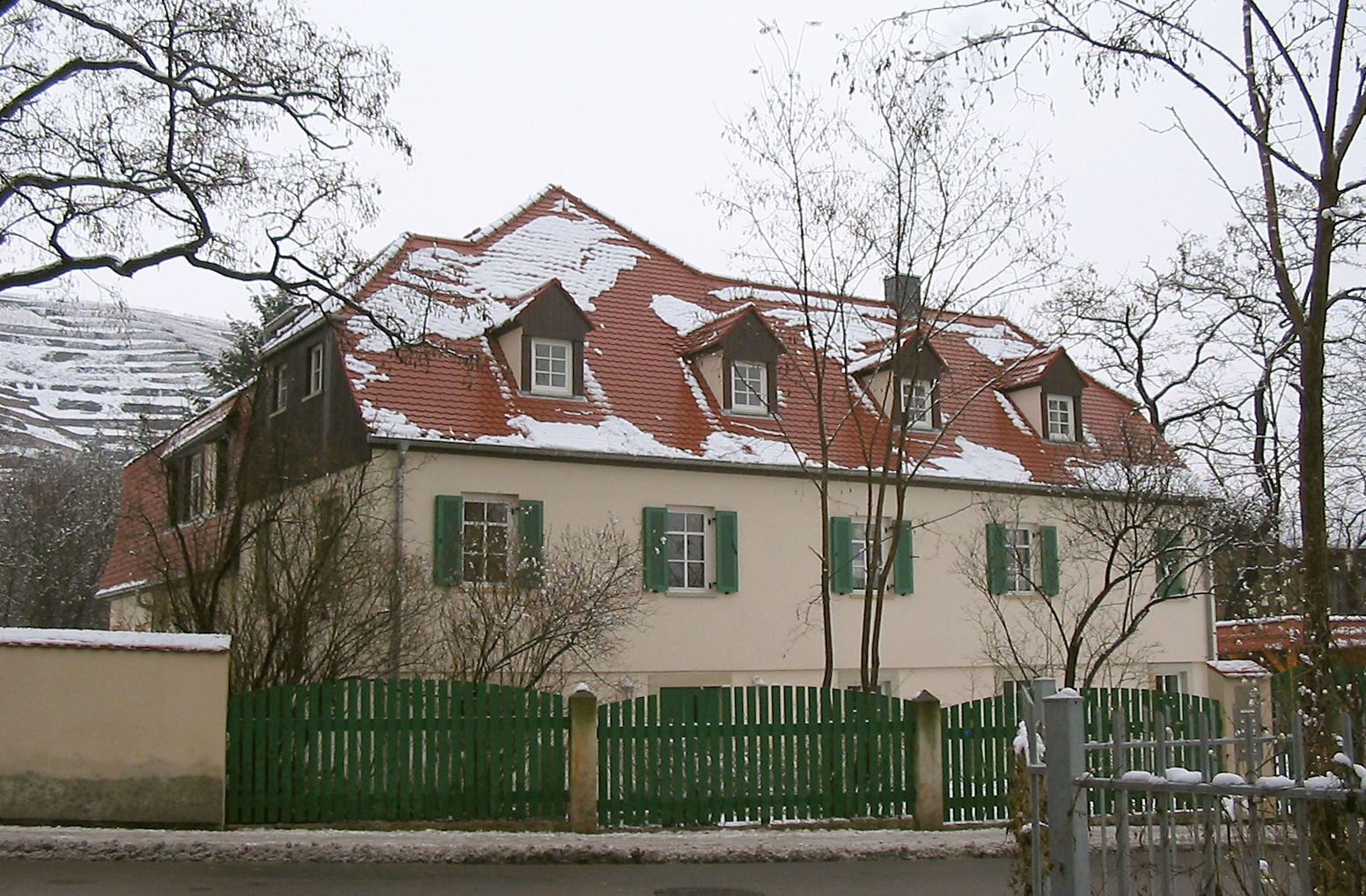
Landhaus Mehlhorn (1908)

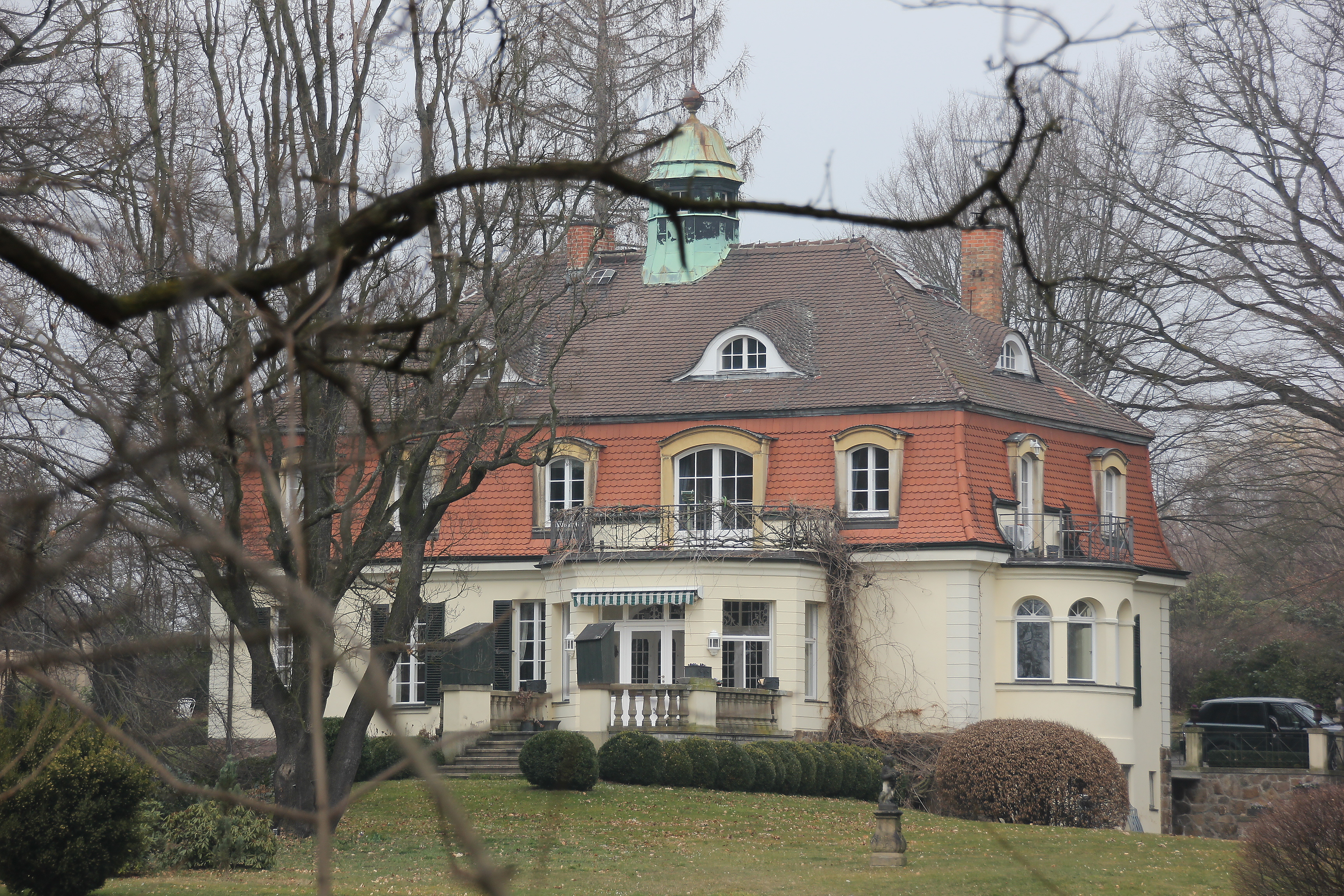
Villa Tautzschgenhof (1911)

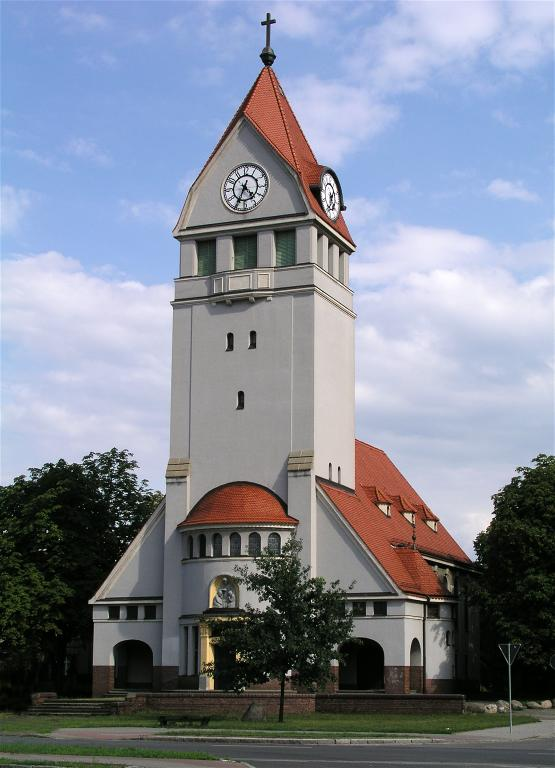
Kirche in der Gartenstadt Marga (1914)

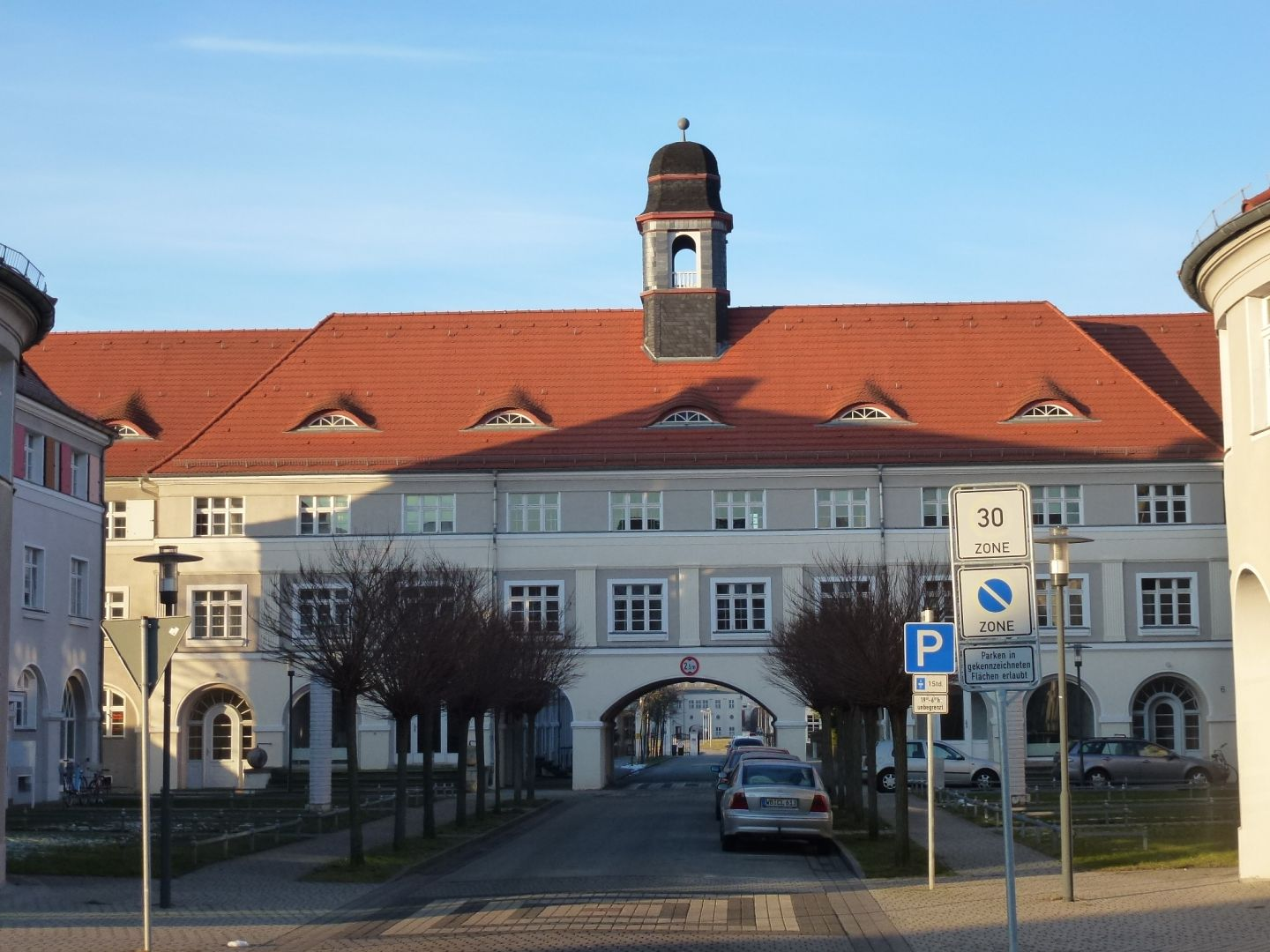
Werkskolonie Zschornewitz (1914–1915)

- 1901: Gebäude der Kreis- und Amtshauptmannschaft in Chemnitz (zusammen mit Lehnert)
- 1903: Schulgebäude in Pulsnitz (1913/1914 erweitert)
- 1903: Landhaus Müller, Oberspaar bei Meißen[4]
- 1904: Umbauten am Pulsnitzer Schloss
- ab 1904: diverse Bauten der Ilse Bergbau AG
- 1904, 1907: Apotheke zu Kötzschenbroda
- 1905: Landhaus mit ärztlicher Klinik in Dresden
- 1905: Villa in Dresden-Strehlen
- um 1904/1905: Villa Frankenallee 3 in Dresden[5]
- 1905: Villa in Dresden-Loschwitz, Schillerstraße 39
- 1905–1906: Villa in Dresden-Loschwitz, Leonhardistraße 9
- 1906: Villa der Herzogin von Mecklenburg-Strelitz in Dresden
- 1907: Villa in Dresden-Loschwitz, Schillerstraße 41
- 1907: Villa in Dresden-Loschwitz, Oskar-Pletsch-Straße 1[6]
- ab 1907: Werkssiedlung Gartenstadt Marga bei Brieske (Niederlausitz)
- 1908: Landhaus Wunderlich in Dresden-Loschwitz, Wunderlichstraße / Bautzner Straße
- 1908: Umbau am Landhaus Mehlhorn in Niederlößnitz, Paradiesstraße 48 (Ausführung durch Baumeister Paul Ziller)
- 1909: Landhaus Roscher, Koschenberg[7]
- 1910–1911: Haus Bonitz in Annaberg-Buchholz, Klosterstraße 15
- ab 1910: Werkskolonie Grube Heye III bei Wiednitz
- Bauten für die Internationale Hygiene-Ausstellung Dresden 1911:
  - „Akademische Kneipe“ (Bierhaus)
  - „Marokkanisches Café“
  - „Würstel-Prater“ (Alpen-Panoramarestaurant Oberbayern)
  - Sektpavillon
  - Milchausschank der Dresdner Milchversorgungs-Anstalt
  - Ausschank der Continental Bodega Company
  - Taifunrad
- 1911: Villa Tautzschgenhof in Wahnsdorf
- 1911: zwei Schulgebäude in Pulsnitz
- 1911: Direktorenvilla der Mühlenwerke Gebr. Schönherr in Riesa, Bahnhofstraße
- 1911: Wohn- und Geschäftshäuser in Finsterwalde
- 1912: Innenräume der Dresdner Kunstgenossenschaft auf der Großen Kunstausstellung
- 1912: Anbau der Villa Schuchstraße 4 in Niederlößnitz
- 1912: Unternehmervilla Dohnaischer Platz 6 (neue Bezeichnung) in Pirna
- 1914: evangelische Kirche in der Gartenstadt Marga
- 1914–1915: Teile der Arbeitersiedlung beim Kraftwerk Zschornewitz
- 1916–1917: Umbau von Schloss Wackerbarth in Niederlößnitz
- 1926: Innenräume von Schloss Eckberg in Dresden für Ottomar Heinsius von Mayenburg

## Ehrungen
- Vor 1911 wurde ihm der preußische Kronenorden IV. Klasse verliehen.[8]
- Die Georg Heinsius von Mayenburg-Grundschule in Senftenberg trägt seinen Namen.

## Genealogie
- Gothaisches Genealogisches Taschenbuch der Adeligen Häuser. Zugleich Adelsmatrikel der Deutschen Adelsgenossenschaft. Teil B (Briefadel). 30. Jahrgang. 1938, Justus Perthes, Gotha 1937, S. 227 f.
- Gothaisches Genealogisches Taschenbuch der Adeligen Häuser. Zugleich Adelsmatrikel der Deutschen Adelsgenossenschaft. Teil B (Briefadel). 19. Jahrgang. 1927, Justus Perthes, Gotha 1937, S. 368 f.